# Бурдаков Олександр Степанович
Олександр Степанович Бурдаков (1906, село Лая Нижньо-Тагільської волості Пермської губернії, тепер Горноуральського міського округу Свердловської області, Російська Федерація — 10 травня 1956, місто Москва, тепер Російська Федерація) — радянський державний діяч, голова виконавчого комітету Іркутської обласної ради. Депутат Верховної ради СРСР 4-го скликання.

## Життєпис
У 1926 році вступив до комсомолу. Член ВКП(б) з 1927 року.
У 1928 році — секретар комсомольського осередку села Братськ.
З кінця 1928 по осінь 1929 року працював пропагандистом Братського районного комітету ВКП(б). Брав участь у створенні ТОЗ та сільськогосподарських комун, одну з яких під назвою «Рассвет тайги» (с. Нижньо-Шаманка Братського району) в 1930 році очолював як голова правління. Взимку 1930—1931 років працював пропагандистом районного комітету ВКП(б) в селі Громи та на Шумиловській судноверфі.
У 1931—1933 роках навчався в Іркутському комуністичному університеті.
У 1933—1935 роках — заступник начальника політичного відділу Голуметської машинно-тракторної станції з партійно-масової роботи. У 1935—1937 роках — заступник директора Братської машино-тракторної станції імені Кірова з політичної частини.
У 1937 — березні 1938 року — 2-й секретар Братського районного комітету ВКП(б) Іркутської області.
У березні 1938 — липні 1939 року — завідувач Черемховського районного земельного відділу Іркутської області.
У 1939 році — голова виконавчого комітету Черемховської районної ради депутатів трудящих Іркутської області.
У 1939—1941 роках — голова виконавчого комітету Голуметської районної ради депутатів трудящих Іркутської області.
У 1941 — січні 1944 року — 1-й секретар Заларинського районного комітету ВКП(б) Іркутської області.
З січня 1944 року — завідувач сільськогосподарського відділу Іркутського обласного комітету ВКП(б).
У 1948 році закінчив Вищу партійну школу при ЦК ВКП(б).
У 1950 — вересні 1952 року — секретар Іркутського обласного комітету ВКП(б) з питань сільського господарства.
29 жовтня 1952 — 10 травня 1956 року — голова виконавчого комітету Іркутської обласної ради депутатів трудящих.
Помер 10 травня 1956 року в місті Москві.